# Hamish Bond
Hamish Bond CNZM (* 13. Februar 1986 in Dunedin) ist ein neuseeländischer Ruderer, der bis 2021 acht Weltmeistertitel und drei olympische Goldmedaillen gewann. Bei den Olympischen Spielen 2012 und 2016 siegte er im Zweier ohne Steuermann, 2020 im Achter. Ab 2016 war er zudem als Radsportler aktiv.

## Sportliche Laufbahn

### Rudern
Bond startete 2003 und 2004 bei den Junioren-Weltmeisterschaften im Achter, 2005 war er bei den U23-Weltmeisterschaften im Vierer ohne Steuermann dabei. 2006 war er erstmals international in der Erwachsenenklasse dabei, erreichte aber bei den Ruder-Weltmeisterschaften 2006 mit dem ungesteuerten Vierer nicht das A-Finale. 2007 siegten Carl Meyer, James Dallinger, Eric Murray und Hamish Bond beim Weltcup in Amsterdam und belegten in Luzern den dritten Platz. Bei den Ruder-Weltmeisterschaften 2007 in München gewannen die vier Neuseeländer den Titel. In der Olympiasaison erreichten die vier zwar im Weltcup zweimal das A-Finale, belegten dort aber nur einen sechsten Platz in Luzern und einen fünften Platz in Posen. Bei den Olympischen Spielen 2008 in Peking verpassten sie das A-Finale und belegten in der Endabrechnung den siebten Platz.
2009 wechselten Bond und Murray in den Zweier ohne Steuermann, in dieser Bootsklasse blieben die beiden bis 2016 im Weltcup und bei allen internationalen Meisterschaften ungeschlagen. Sie gewannen bis 2015 vierzehn Weltcuprennen sowie die Weltmeisterschaften 2009, 2010 und 2011, wobei die Briten Peter Reed und Andrew Triggs Hodge jeweils Weltmeisterschaftssilber erhielten. Bei den Olympischen Spielen 2012 in London erruderten Murray und Bond die Goldmedaille vor dem französischen Zweier. Bei den Ruder-Weltmeisterschaften 2013 in Chungju erruderten sie wieder die Goldmedaille. Im Jahr darauf traten Murray und Bond bei den Ruder-Weltmeisterschaften 2014 in Amsterdam sowohl im Zweier ohne Steuermann als auch im Zweier mit Steuermann an, in beiden Bootsklassen gewannen die beiden Neuseeländer den Weltmeistertitel, Steuermann war Caleb Shepherd. 2015 traten Murray und Bond zwar nicht mehr im Zweier mit Steuermann an, im ungesteuerten Zweier blieb ihre Dominanz aber erhalten. Bei den Weltmeisterschaften 2015 gewannen sie ihren sechsten Weltmeistertitel in Folge und hatten im Ziel über sechs Sekunden Vorsprung auf die Briten James Foad und Matt Langridge. 2016 setzten die beiden Neuseeländer ihre Siegesserie fort, bei den Olympischen Spielen 2016 in Rio de Janeiro gewannen die beiden zum zweiten Mal olympisches Gold, ihr Abstand auf die Zweitplatzierten aus Südafrika betrug fast drei Sekunden. Im Juli 2018 wurden Murray und Bond mit der Thomas-Keller-Medaille ausgezeichnet.
2019 kehrte Hamish Bond als Mitglied des neuseeländischen Achters zurück auf die Regattastrecken. Bei den Weltmeisterschaften 2019 belegte der neuseeländische Achter den sechsten Platz. Da damit die direkte Olympiaqualifikation um einen Platz verfehlt war, musste die Crew 2021 in der letzten Qualifikationsregatta antreten. Dort gewannen die Neuseeländer vor den Rumänen. Bei den Olympischen Spielen in Tokio ruderte die Achter-Crew im Vorlauf auf den zweiten Platz hinter den Niederländern, qualifizierte sich aber als Sieger des Hoffnungslaufs für das Finale. Im Endlauf siegten die Neuseeländer mit knapp einer Sekunde Vorsprung vor dem Deutschland-Achter.

### Radsport
Seit 2016 startet Hamish Bond auch bei Straßenradrennen. 2017 wurde er jeweils Dritter der Ozeanienmeisterschaft im Einzelzeitfahren sowie der neuseeländischen Meisterschaft. Im selben Jahr wurde er für den Start im Einzelzeitfahren bei den Straßenweltmeisterschaften 2017 im norwegischen Bergen nominiert. Er erreichte auf einer 31 Kilometer langen Strecke (mit 311 Metern Anstieg auf den letzten 3,4 Kilometern) in 48:15 Minuten mit 3:34 Minuten auf Sieger Tom Dumoulin den 39. Rang unter 64 Klassierten. 2018 gewann er seinen ersten neuseeländischen Meistertitel im Einzelzeitfahren und wurde Ozeanienmeister in dieser Disziplin. Bei den Commonwealth Games 2018 errang er die Bronzemedaille in dieser Disziplin. Ebenfalls 2018 startete er bei den Straßenweltmeisterschaften in Innsbruck im Zeitfahren und belegte auf einer 52,5 km-Strecke (mit 654 hm) in 1:07:52 mit +4:50 Rückstand auf den neuen Weltmeister Rohan Dennis Rang 25 unter 56 Klassierten.
Anfang Februar 2019 wurde Hamish Bond neuseeländischer Meister in der Einerverfolgung und stellte dabei mit 4:12,436 Minuten einen nationalen Rekord auf. Trotz dieser Leistung wurde er vom neuseeländischen Verband nicht für die Bahnradsport-Weltmeisterschaften 2019 in Polen nominiert, da die Frist zur Erreichung der Kriterien am 29. Januar verstrichen war. 2020 wurde er nationaler Meister im Zeitfahren. Im Jahr darauf beendete er seine sportliche Laufbahn.

### Segeln
2024 gewann er mit dem Emirates Team New Zealand als Fahrradgrinder den America’s Cup.

## Erfolge – Radsport

### Straße
2017
- Ozeanienmeisterschaft – Einzelzeitfahren

2018
- Neuseeländischer Meister – Einzelzeitfahren
- Ozeanienmeister – Einzelzeitfahren
- Commonwealth Games – Einzelzeitfahren

2020
- Neuseeländischer Meister – Einzelzeitfahren

### Bahn
2019
- Neuseeländischer Meister – Einerverfolgung

## Familie
Hamish Bonds jüngerer Bruder Alistair Bond ist ebenfalls ein Weltklasse-Ruderer, er startet im Leichtgewichts-Rudern.